# バンコマイシン耐性腸球菌

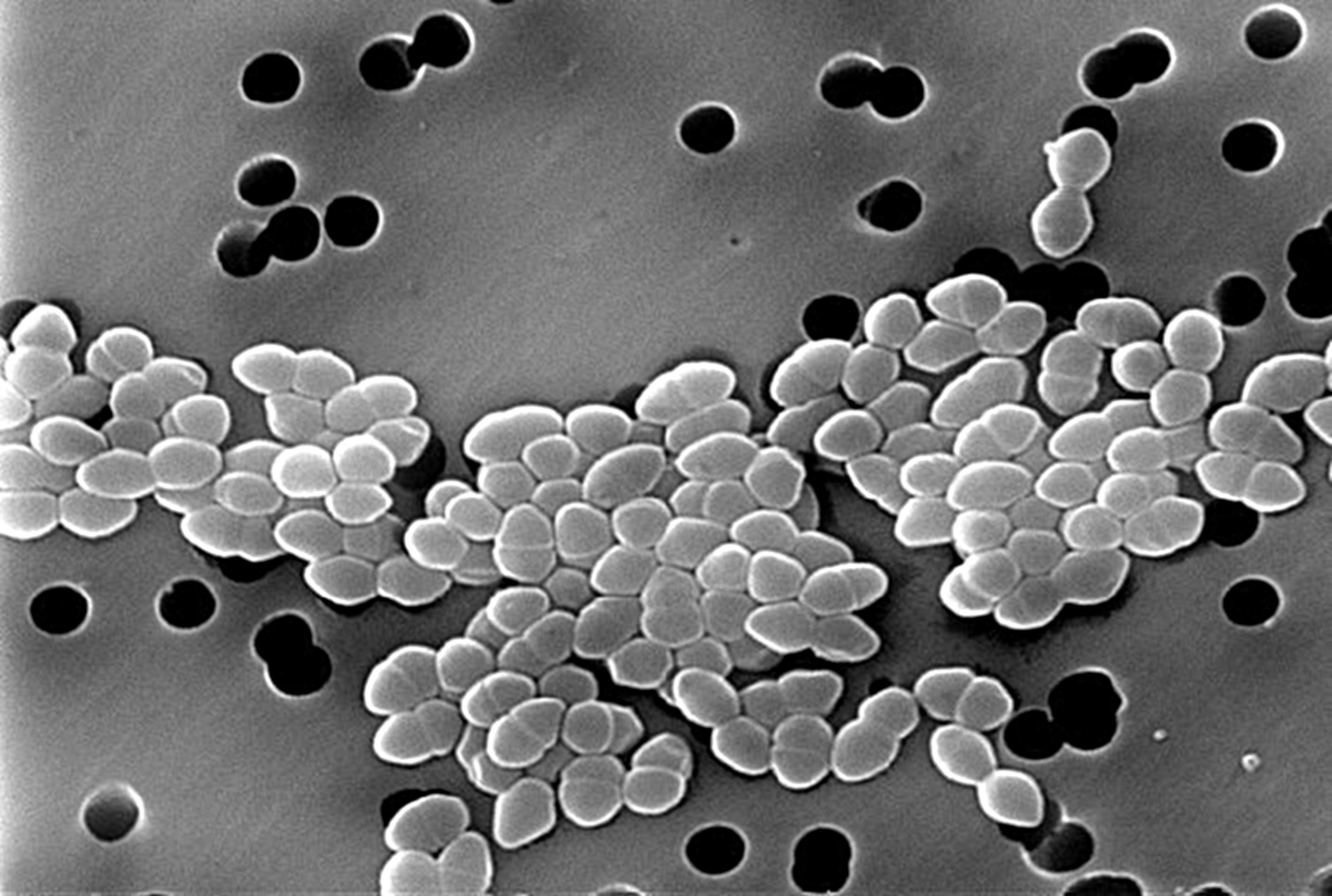

バンコマイシン耐性腸球菌（バンコマイシンたいせいちょうきゅうきん、vancomycin-resistant enterococci、VRE）は、バンコマイシンに対する薬剤耐性を獲得した腸球菌（enterococci）のことである。人間に病原性を持つ腸球菌にはエンテロコッカス・フェカリス Enterococcus faecalisとエンテロコッカス・フェシウム Enterococcus faeciumがあり、フェシウムはもともとほとんどの抗生剤に耐性の菌種であるが、いずれもVREとして出現している。
そもそも、腸球菌とは人間や動物の腸内に存在する常在菌の一種であって、通常の健康体ではこの腸球菌が感染症を引き起こす原因となることはないが、何らかの病気にかかって免疫力が低下している状態では、心内膜炎や敗血症、尿路感染症などを引き起こす可能性がある。こうした場合の治療には、感染に対して有効な抗生物質が投与される。腸球菌はもともと多くの抗生剤に耐性があり、そのうえ免疫力の弱った患者にしか発症しないことから、VREではない腸球菌による感染であっても敗血症などを発症した場合の死亡率は17-51%に上る。
しかしながら、バンコマイシン耐性腸球菌は、バンコマイシンに対して既に耐性を獲得した腸球菌のことであるから、バンコマイシンの投与は無効であるか、もしくはその効果を期待することが困難である。バンコマイシン耐性腸球菌感染症はさらに重症な疾患と化している。

## 背景
バンコマイシン耐性腸球菌が出現した背景には、家畜飼料への抗生物質の大量投与が大きく関わっているとされている。
具体的には、バンコマイシンに似た性質を持つアボパルシン(Avoparcin)という抗生物質が、飼料の品質維持や家畜の成長促進の目的で全世界的に長年に渡って家畜飼料に添加されてきた。このため、家畜は大量の抗生物質を摂取することになって、自然とその体内にいる菌が抗生物質に抵抗力を持つようになったと考えられている。耐性菌は飼育業者を介して経口感染し、その感染者が治療のため病院でバンコマイシンを投与されるに至って、初めて耐性菌が登場したと解されている。
日本では、上記背景から、家畜飼料に抗生物質アボパルシンを添加することが禁止された。厚生労働省は食肉のVRE汚染実態調査を実施している。

## 治療
現在、日本で認可されている治療薬はオキサゾリジノン系抗生物質であるリネゾリド(ザイボックス、ファイザー社製造)と、ストレプトグラミン系のキヌプリスチン・ダルホプリスチン（シナシッド）である。通常の腸球菌（特にフェカリス）には効果のあるアンピシリンやバンコマイシン、ニューキノロン、カルバペネムなどの薬剤には抵抗性を示す。